# Дубки (посёлок, Кольчугинский район)
Дубки — посёлок в Кольчугинском районе Владимирской области России, входит в состав Раздольевского сельского поселения.

## География
Посёлок расположен в 9 км на юго-восток от центра поселения посёлка Раздолье и в 15 км на юго-восток от райцентра города Кольчугино, примыкает к селу Дубки. 

## История
Село Дубки изначально входило в состав обширных дворцовых волостей Владимирского уезда и было расположено на выгодном пути, идущем с северной части Ильмехотского стана в южную и соединившем впоследствии Стромынский тракт с Владимиркой. Дворцовые земли регулярно раздавались как в оброчное содержание, так и в вотчины и поместья. Среди владельцев Дубков упоминаются Татищевы, Чернцовы, Бехтьевы (Бехтеевы). В XIX веке имение П. И. Бехтеевой Дубки за долги Московским опекунским советом было выставлено на торги и продано владимирскому губернатору И. Э. Куруте.
В Дубках и при Бехтеевых, и при И. Э. Куруте действовало винокуренное производство. В 1863 году Владимир Иванович Курута построил новый, более современный, винокуренный завод. В 1857 году был построен кирпичный завод рысистой и тяжеловозной пород лошадей, который был известен не только во Владимирской, но и в Воронежской и Тамбовской губерниях. В. И. Курута собрал в усадьбе большой архив, куда включались биографические записи о русских и иностранных писателях и учёных, списки авторов на разных языках, списки русских книг и статей, изданных в Москве и Петербурге. Кроме того, в усадьбе была богатая библиотека, основой которой послужило библиотечное собрание Ивана Эммануиловича Куруты, а также богатая коллекция географических карт, атласов. В. И. Курута выделял средства и на социальные нужды в имении: при нём был открыт хлебный магазин, школа, почта; строились мосты и дороги.
В Дубках было три церкви: Борисоглебская, Успенская и кладбищенская Троицкая. Борисоглебская церковь (1647) была записана в патриаршие окладные книги; несколько раз перестраивалась, в 1930-х гг. здание было капитально перестроено и в настоящее время представляет собой двухэтажное здание. Успенская церковь была построена владелицей вотчины Екатериной Чернцовой и освящена в 1768 году; в советское время была полностью разрушена. Троицкая кладбищенская церковь была построена помещицей П. И. Бехтеевой в 1841 году в память прежде бывшей в сельце троицкой церкви; была восстановлена практически из руин в 1994 году, а в августе 1995 года освящена Архиепископом Владимирским и Суздальским Евлогием.
В 1908 году вдова В. И. Куруты вышла замуж и в 1910 году продала имение помещику Карапызову, который в свою очередь продал его в 1916 году Пузанову. В 1918 году в имении был образован совхоз «Дубки», в 1929 году — колхоз «Красный путиловец». Большинство усадебных строений подверглись разрушению или перестройке. В каталоге памятников истории и культуры Владимирской области за 1996 год было указано, что в ансамбле усадьбы сохранились: флигель, здание хозяйственных служб, скотный двор, парк.

После Великой Отечественной войны посёлок дубки входил в состав Ельцинского сельсовета Кольчугинского района, с 2005 года — в составе Раздольевского сельского поселения.

## Население
| 2002 | 2010 | 2021 |
| ---- | ---- | ---- |
| 152  | ↘146 | ↘87  |